# Vae victis

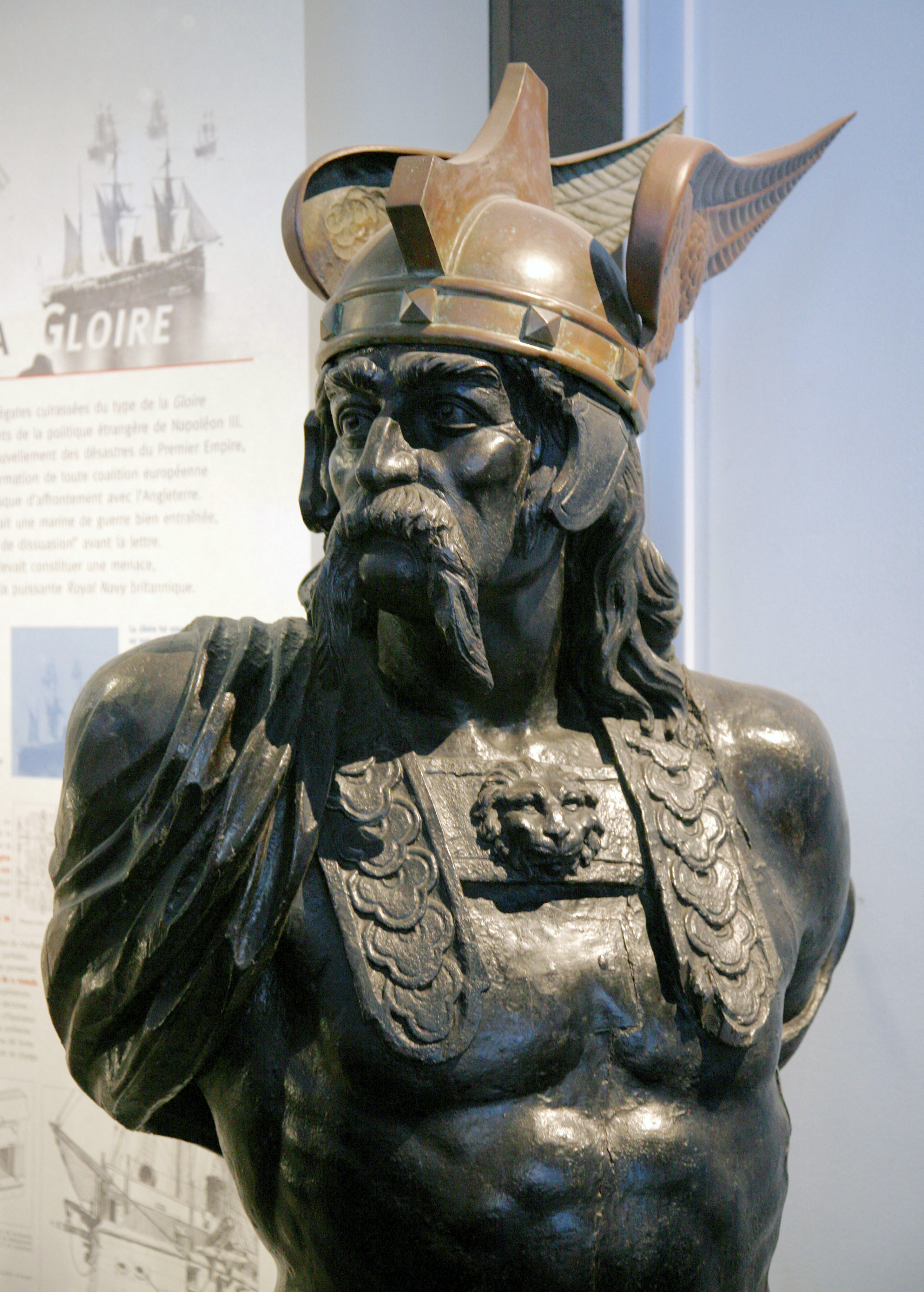
Бюст Бренна, которому приписывают выражение «Горе побеждённым»

Vae victis (ˈwae̯ ˈwiktiːs, с лат. — «горе побеждённым») — латинское крылатое выражение, которое подразумевает, что условия всегда диктуют победители, а побеждённые должны быть готовы к любому трагическому повороту событий.
Выражение связано с событиями 390 г. до н. э. Римляне потерпели сокрушительное поражение от Бренна — вождя галльского племени сенонов, которое проникло на территорию Апеннинского полуострова через Альпы. Затем галлы вошли в Рим, разграбили и сожгли значительную часть города и осадили Капитолий. Уцелевшие жители, римские воины и магистраты смогли спрятаться на Капитолийском холме. Полгода продолжалась осада Капитолия, защитники смогли отбить каждую попытку штурма со стороны галлов. Римляне недоедали, недосыпали и испытывали постоянное напряжение.
Однажды ночью, согласно рассказу Плутарха, галлы, убедившись, что защитники крепко спят, стали карабкаться на холм. Бренн полагал, что благодаря внезапности он сможет перебить измученных осадой защитников Рима. Никто не слышал приближения врагов, за исключением священных гусей, находившихся при храме богини Юноны, — покровительницы материнства и брака. «С громким гоготанием» гуси бросились врагам навстречу, «всех перебудили», и римские воины вовремя смогли дать отпор. Так «гуси спасли Рим».
В то время как в городе Вейи наделённый диктаторскими полномочиями Марк Фурий Камилл собирал новую армию, галлы «давали понять, что за небольшую сумму их легко будет склонить к прекращению осады. Сенат уже собрался на заседание и поручил военным трибунам заключить мир. Военный трибун Квинт Сульпиций и галльский вождь Бренн согласовали сумму выкупа, и народ, которому предстояло править всем миром, был оценён в тысячу фунтов золота». Однако принесённые галлами гири для весов оказались фальшивыми, и, когда трибун отказался их использовать, заносчивый галл, — согласно рассказу Тита Ливия, — бросил на весы ещё и свой меч. «Тогда-то и прозвучали невыносимые для римлян слова: Горе побеждённым!».
«Но ни боги, ни люди, не допустили, чтобы жизнь римлян была выкуплена за деньги». Неожиданно появилась армия Камилла, который, как диктатор, объявил решение консулов недействительным. Камилл велел готовить оружие к бою и сказал: «Освобождать отечество надо железом, а не золотом, имея перед глазами храмы богов, с мыслью о жёнах, детях, о родной земле». Эти гордые слова вошли не только в античную историю, они вдохновляли писателей, поэтов художников на протяжении нескольких веков.
Примерно так же рассказывает эту историю Плутарх (Камилл, 29). Позднее комментаторы от себя добавили ещё одну деталь: Камилл, произнеся замечательные слова, бросил на другую чашу весов свой железный меч.
Фраза «Vae Victis» была произнесена в истории ещё раз Наполеоном Бонапартом при подписании Толентинского договора между революционной Францией и Папской областью 19 февраля 1797 года, определившего условия прекращения войны и капитуляции Папской области. В ответ на обвинения аббата Лоренцо Калеппи, посчитавшего договор несправедливым, Бонапарт произнёс: «Горе побеждённым!».

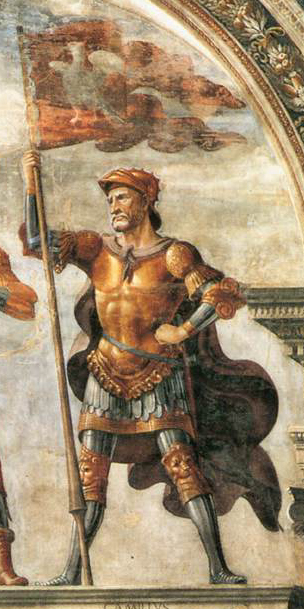
Д. Гирландайо. Неистовый Камилл. Деталь фрески в Палаццо Веккьо, Флоренция. Ок. 1484
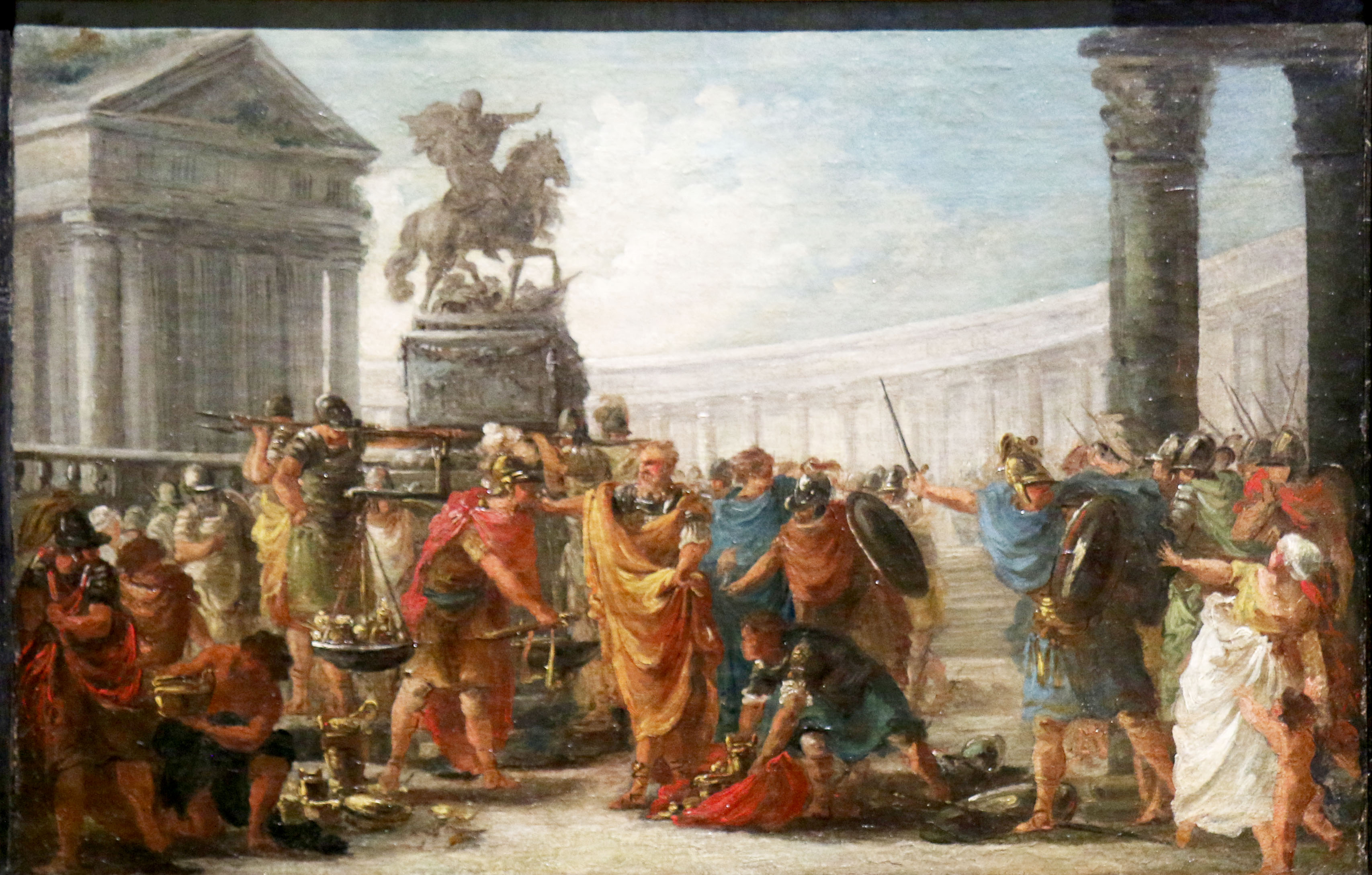
Ж.-А. Бофор. Камилл бросает свой меч на весы Бренна
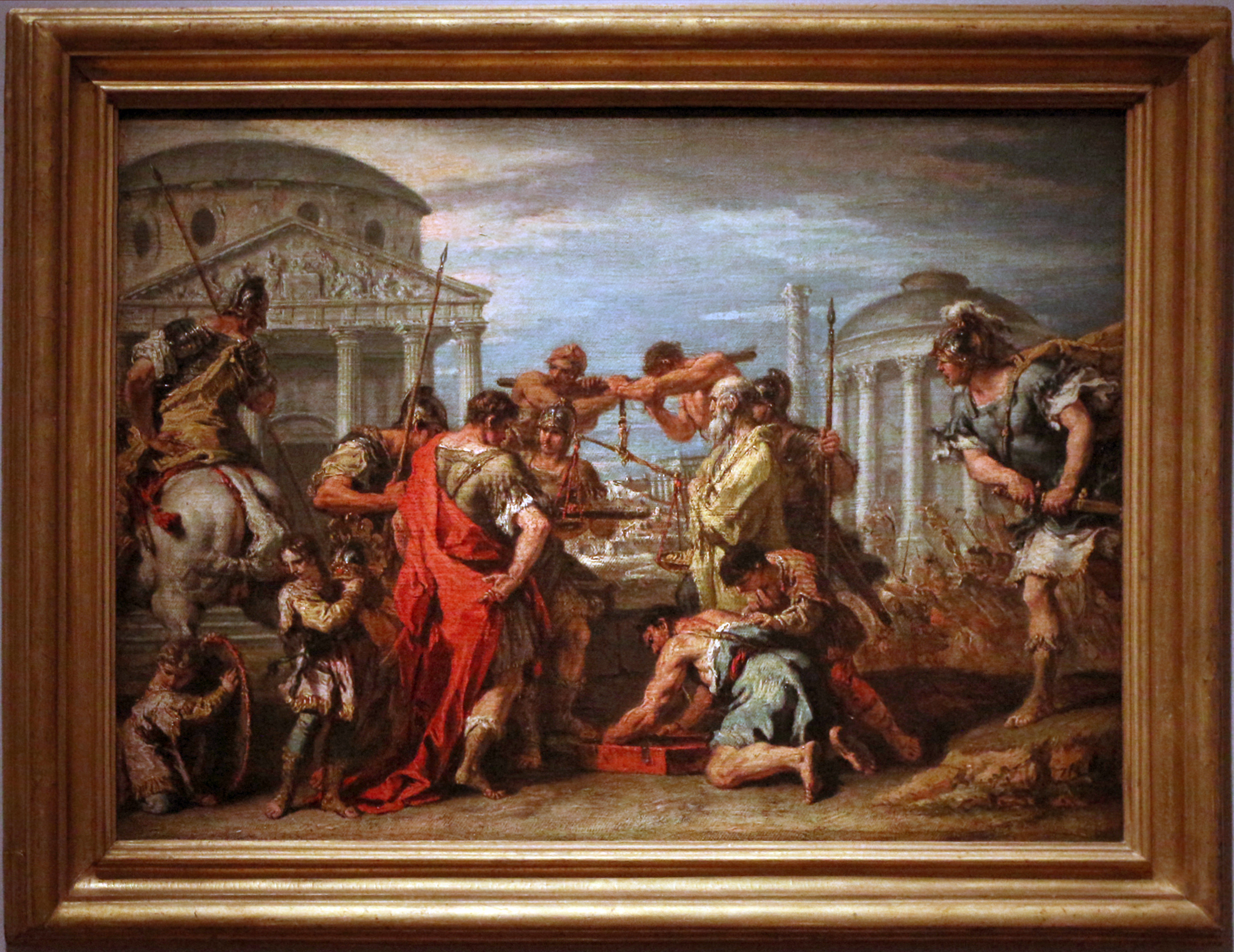
С. Риччи. Камилл освобождает Рим. 1716—1720